# Palisades Tahoe
Palisades Tahoe är en vintersportort i Placer County i delstaten Kalifornien i USA. Den är mest känd för att ha varit värdort för Olympiska vinterspelen 1960.  Orten är belägen i Olympic Valley, nordväst om Tahoe City i Sierra Nevada-området. Från grundandet för 73 år sedan 1949 fram till 2021 var orten känd som Squaw Valley, men man bytte namn på grund av den nedsättande innebörden av squaw för USA:s ursprungsbefolkning.

## Geografi och ekonomi
Den största vintersportorten i området är Alpine Meadows.
Anläggningen är den största skidanläggningen i Lake Tahoe-regionen, och är känd för sin utmanande terräng. Med en bashöjd på 1 890 meter och åkbara 1 457 km², över sex toppar med 30 stolliftar (inklusive en spårväg och den enda funitelen i USA). Den går upp till 2 750 meter vid Granite Chief, och har i genomsnitt 11,4 meter årligt snöfall. Anläggningen lockar cirka 600 000 skidåkare per år och är också platsen för flera årliga sommarevenemang.

## Historia
Olympiska vinterspelen 1960 gjorde att orten blev känd. På 1970-talet slogs den samman med närliggande Alpine Meadows och blev Squaw Valley Alpine Meadows, och kunde då erbjuda gemensam tillgång till 25 000 km², 43 liftar och över 270 skidbackar. Emellertid har en föreslagen förbindelse med gondolbana mellan orterna blivit kontroversiell bland miljöaktivister.
I september 2021 bytte orten namn till Palisades Tahoe. Orsaken var att man ville slippa kopplingen till det etniskt och sexuellt diskriminerande ordet "squaw".